# Sk 37

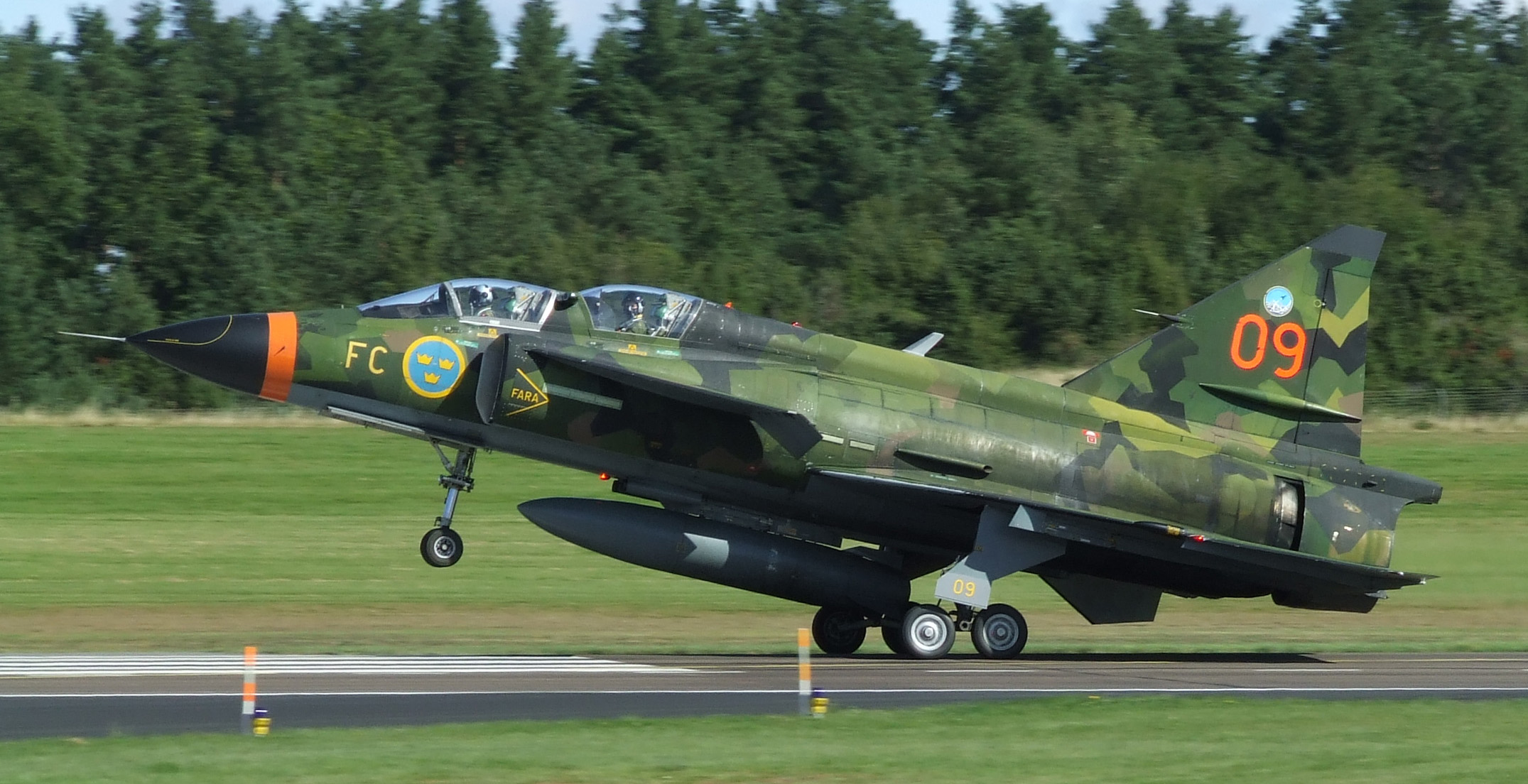
SK 37E, tillhörande Försökscentralen (FC)

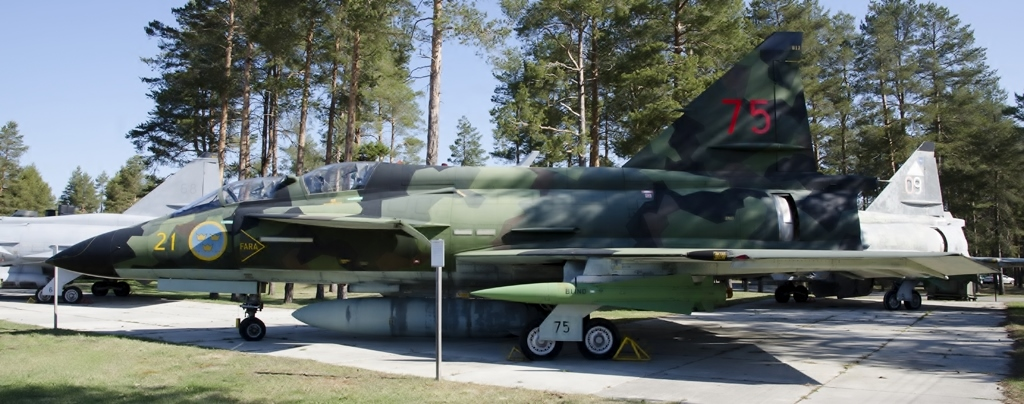
SK 37E vid Flygmuseet F 21

SK 37 Viggen var ett avancerat skolflygplan för typinflygning med piloter som senare skulle flyga andra varianter av stridsflygplanet Saab 37 Viggen konstruerat av Saab AB på beställning av Försvarets materielverk (ursprungligen Kungliga Flygförvaltningen).
Planet bygger på grundkonstruktionen Saab 37 Viggen vilken konstruerades för att kunna konfigureras till jakt-, attack- och spaningsplan i separata versioner. (Se AJ 37, SH 37, SF 37, JA 37.)
Planet var i operativ tjänst i Svenska flygvapnet mellan åren 1973 och 2007.

## Historik
Prototypen till SK 37 flög första gången 2 juli 1970. Flygplanet är i stort sett en AJ 37 som modifierats med högre fena och en extra förarplats bakom den ordinarie förarplatsen.
Modifieringarna av flygplanet förde med sig att radarns elektronikutrustning inte fick plats samt att den bakre förarplatsen, som var placerad något högre än det främre förändrade flygplanets aerodynamik. För att lösa dessa problem gjordes stjärtfenan högre än på andra versioner. Tanken på att använda flygplanet som attackflygplan övergavs, då radarnavigering inte kunde utföras eftersom föraren var tvungen att ha visuell kontakt med målet innan en attackraket kunde avfyras. För navigeringsflygning använde Sk 37 ABR-systemet som baseras på luftdata och dopplerradarmätning. All bearbetning rörande luftdata och hastighet över mark beräknades i flygplanets centralkalkylator (dator) samt med hjälp av kompletterande visuell kontroll av geografiska punkter.  
Trots att den bakre instruktörsplatsen var placerad något högre än den främre förarplatsen var sikten framåt mycket begränsad. För att ändå ge instruktören en möjlighet att se banan vid start och landning monterades två periskop in. För att få plats med bakre förarplatsen togs den främre kroppstanken bort vilket gav Sk 37 kortare räckvidd än andra versioner av Viggen.
Skaraborgs flygflottilj (F 7) erhöll som första förband Sk 37 i juni 1972 för att användas vid utbildning av piloter till flottiljens tre divisioner AJ 37. När utbildningen var klar flyttades flygplanen år 1976 till Hälsinge flygflottilj (F 15) i Söderhamn, som blev typinflygningsskola för Flygvapnet på flygplanen.

## SK 37E
När motmedelsflygplan J 32E Lansen utgick ur försvaret år 1997 modifierades tio Sk 37 till motmedelsflygplan. Styrutrustningen i baksitsen avlägsnades och ersattes med apparatur för tele- och radiostörning. På den tidigare instruktörens plats satt en motmedelsoperatör. Varianten benämndes Sk 37E. 
E-modifieringen gjordes på ett sådant sätt att flygplanen förhållandevis snabbt kunde återställas till skolflygplan. Som provflygplan för Sk 37E valdes 37814 och detta påbörjades under slutet av år 1997. Modifieringen tog runt 14–15 veckor. De motmedel som redan fanns installerade förblev intakta och den nya utrustningen som installerades var störsändare G24 från Lansen, störkapseln U95 (Axel) med GMA-utrustning och med färgdisplay. Dessutom uppgraderades centralkalkylatorn samt att en del modifieringar som togs fram för AJS 37-versionen applicerades.
Individerna 37809 och 37813 användes fram till juni 2007 av Försvarets materielverk (FMV) på Försökscentralen (FC) vid Malmens flygplats i Linköping. De användes bland annat för att träna elektronisk krigföring mot JAS 39 Gripen. En annan uppgift var utbildning och vidmakthållande av kompetens för flygvapnets baksitsoperatörer.

## Flygplan
- 37800 – Bevarad på Flygvapenmuseum
- 37801 – Bevarad
- 37802 – Skrotad
- 37803 – Bevarad på Teknikland, Optand
- 37804 – Skrotad
- 37805 – Bevarad på F 15 Flygmuseum
- 37806 – Haveri den 26 juni 1980
- 37807 – Modifierad till SK 37E, skrotad
- 37808 – Modifierad till SK 37E, bevarad på Musée de l'Air et de l'Espace på Le Bourgets flygplats i Paris.
- 37809 – Modifierad till SK 37E, användes på VoVC till och med 26 juni 2007. Hölls luftvärdig fram till månadsskiftet augusti/september 2007 då Saab firade 70 år. Denna individ hålls idag luftvärdig av Swedish Air Force Historic Flight. Registrerad som SE-DXO.
- 37810 – Modifierad till SK 37E, skrotad
- 37811 – Modifierad till SK 37E, bevarad på Musée Européen de l'Aviation de Chasse
- 37812 – Haveri den 15 november 1976
- 37813 – Modifierad till SK 37E, användes på VoVC till och med 26 juni 2007. Misslyckad donation till The Collings Foundation i USA, som resulterade i skrotning i Halmstad.
- 37814 – Modifierad till SK 37E, skrotad
- 37815 – Modifierad till SK 37E, skrotad
- 37816 – Modifierad till SK 37E, skrotad
- 37817 – Modifierad till SK 37E, bevarad på Flygmuseet F 21